# Pouy-sur-Vannes
Pouy-sur-Vannes är en kommun i departementet Aube i regionen Grand Est (tidigare regionen Champagne-Ardenne) i nordöstra Frankrike. Kommunen ligger  i kantonen Marcilly-le-Hayer som ligger i arrondissementet Nogent-sur-Seine. År 2022 hade Pouy-sur-Vannes 181 invånare.

## Befolkningsutveckling
Antalet invånare i kommunen Pouy-sur-Vannes
Referens: INSEE

## Galleri

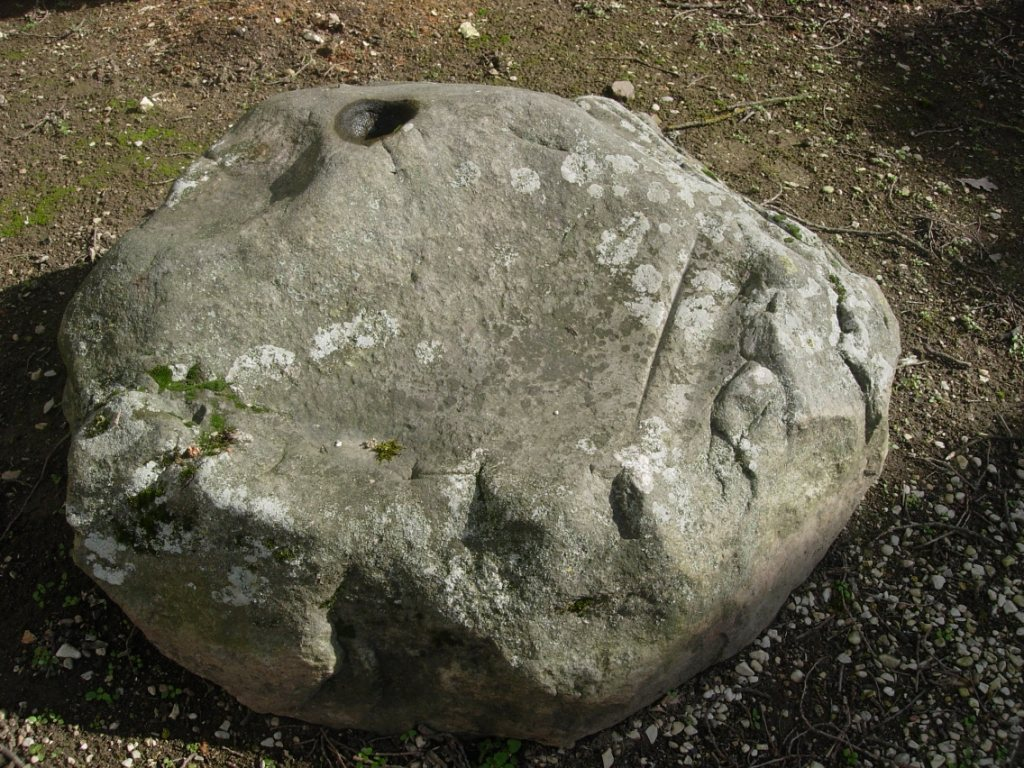
Sten med sliprännor